# Herman Sandeberg
Carl Herman Sandeberg, född 25 augusti 1831 i Huddinge socken, Södermanlands län, död 12 mars 1917 i Värmdö församling, Stockholms län, var en svensk väg- och vattenbyggnadsingenjör. Hans syster Hulda Maria Sandeberg var gift med August Sohlman.
Efter studentexamen 1848 och examen från Högre artilleriläroverket på Marieberg 1854 blev Sandeberg löjtnant i Väg- och vattenbyggnadskåren 1856. Han tog avsked från nämnda kår 1858. Han var den person som hårdast drev frågan om Nynäsbanans tillkomst. År 1877 företog han en expedition till Kolahalvön och 1891–1895 till ryska ishavskusten; av de därvid hopbringade vetenskapliga samlingarna skänkte han en betydande del till svenska statens museum.
Herman Sandeberg gjorde, vid sidan av sitt egentliga arbete, två andra pionjärinsatser. Han var en av se första att initiera tomatodling i Sverige, och utgav ett par små texter om detta. Viktigare var dock hans medverkan i en av de första masspridda svampböckerna i Sverige, D:r M.A. Lindblads svampbok (1901; nya utgåvor 1902, 1913 och 1920). I denna skrev han avsnitten om ”svampars insamling, förvaring och anrättning”, och anses också ligga bakom systemet att med en, två eller tre stjärnor ange svampars matvärde.
Herman Sandeberg är begravd på Huddinge kyrkogård.